# Krňany
Krňany település Csehországban, a Benešovi járásban. Krňany Hradištko, Vysoký Újezd, Lešany, Netvořice, Rabyně, Kamenný Přívoz, Jílové u Prahy és Štěchovice településekkel határos. Lakosainak száma 500 fő (2024. január 1.).

## Népesség
A település lakosságának változását az alábbi diagram mutatja:
| Lakosok száma | 706  | 861  | 778  | 552  | 397  | 328  | 421  | 438  | 480  | 500  |
|               | 1869 | 1890 | 1921 | 1950 | 1980 | 2001 | 2017 | 2019 | 2022 | 2024 |